# Kroatische Kreuzer-Bruderschaft
Die Kroatische Kreuzerbruderschaft (kroatisch Hrvatsko križarsko bratstvo, kurz HKB) war ein im Januar 1959 gegründeter eingetragener Verein von Exilkroaten mit Sitz in Bensberg bei Köln. Leiter des Vereins mit etwa 200 Mitgliedern war der katholische Priester Rafael Medić (1914–1973), der ehemalige Hauskaplan des Ustascha-Führers Ante Pavelić (1889–1959).
Nach ihrer Satzung verfolgte sie den Zweck, als katholische Flüchtlingsorganisation den kroatischen Flüchtlingen in der Bundesrepublik behilflich zu sein, was ihre wirtschaftlichen und kulturellen Probleme sowie ihre Existenz in diesem Lande betrifft.
Tatsächlich aber war sie eine rechtsextremistische Organisation. Ihr gehörten 23 Teilnehmer eines Sprengstoffanschlages an, der am 29. November 1962 auf das Gebäude der Jugoslawischen Abteilung der Schwedischen Botschaft im Bad Godesberger  Ortsteil Mehlem verübt wurde; dabei wurde der Hausmeister tödlich verletzt. Nach Darstellung des Nachrichtenmagazins Spiegel stand der Verein wie auch vergleichbare Organisationen in einer Kontinuität zu kroatischen Kollaborateuren des Deutschen Reiches während der Zerschlagung und Besetzung Jugoslawiens im Zweiten Weltkrieg.
Aufgrund des Anschlags verbot der Kölner Regierungspräsident den Verein am 13. März 1963 nach Art. 9 Abs. 2 Grundgesetz in Verbindung mit dem Vereinsrecht: Die Tätigkeit verstoße gegen die Strafgesetze und gegen den Gedanken der Völkerverständigung. Ein Emigrant habe gegenüber dem Zufluchtsstaat kein Recht auf exilpolitische Betätigung. Der Zufluchtsstaat müsse dagegen jede Propaganda unterdrücken, die auf die Vorbereitung gewaltsamer Anschläge gerichtet sei.
Medić wurde am 30. September 1965 aus der Haft entlassen.